# Gmina Okučani
Gmina Okučani (chorw. Općina Okučani) – gmina w Chorwacji, w żupanii brodzko-posawskiej.

## Miejscowości i liczba mieszkańców (2011)
- Benkovac – 120
- Bijela Stijena – 30
- Bobare – 16
- Bodegraj – 392
- Cage – 426
- Čaprginci – 3
- Čovac – 139
- Donji Rogolji – 40
- Gornji Rogolji – 26
- Lađevac – 269
- Lještani – 19
- Okučani – 1598
- Šagovina Mašićka – 7
- Širinci – 2
- Trnakovac – 126
- Vrbovljani – 230
- Žumberkovac – 4